# Perilla frutescens
Perilla frutescens, på svenska bladmynta, japansk bladmynta eller shiso, är en kransblommig växtart som först beskrevs av Carl von Linné, och fick sitt nu gällande namn av Nathaniel Lord Britton. Perilla frutescens ingår i släktet Perilla och familjen kransblommiga växter.

## Underarter
Arten delas in i följande underarter:
- Perilla frutescens (L.) Britton – deulkkae
- Perilla frutescens var. crispa (Thunb.) H.Deane – shiso

## Användning
Såväl frön som blad används som krydda i mat. Fröna kan även användas för att utvinna så kallad perillaolja som används tekniskt men även som matolja.

## Bildgalleri

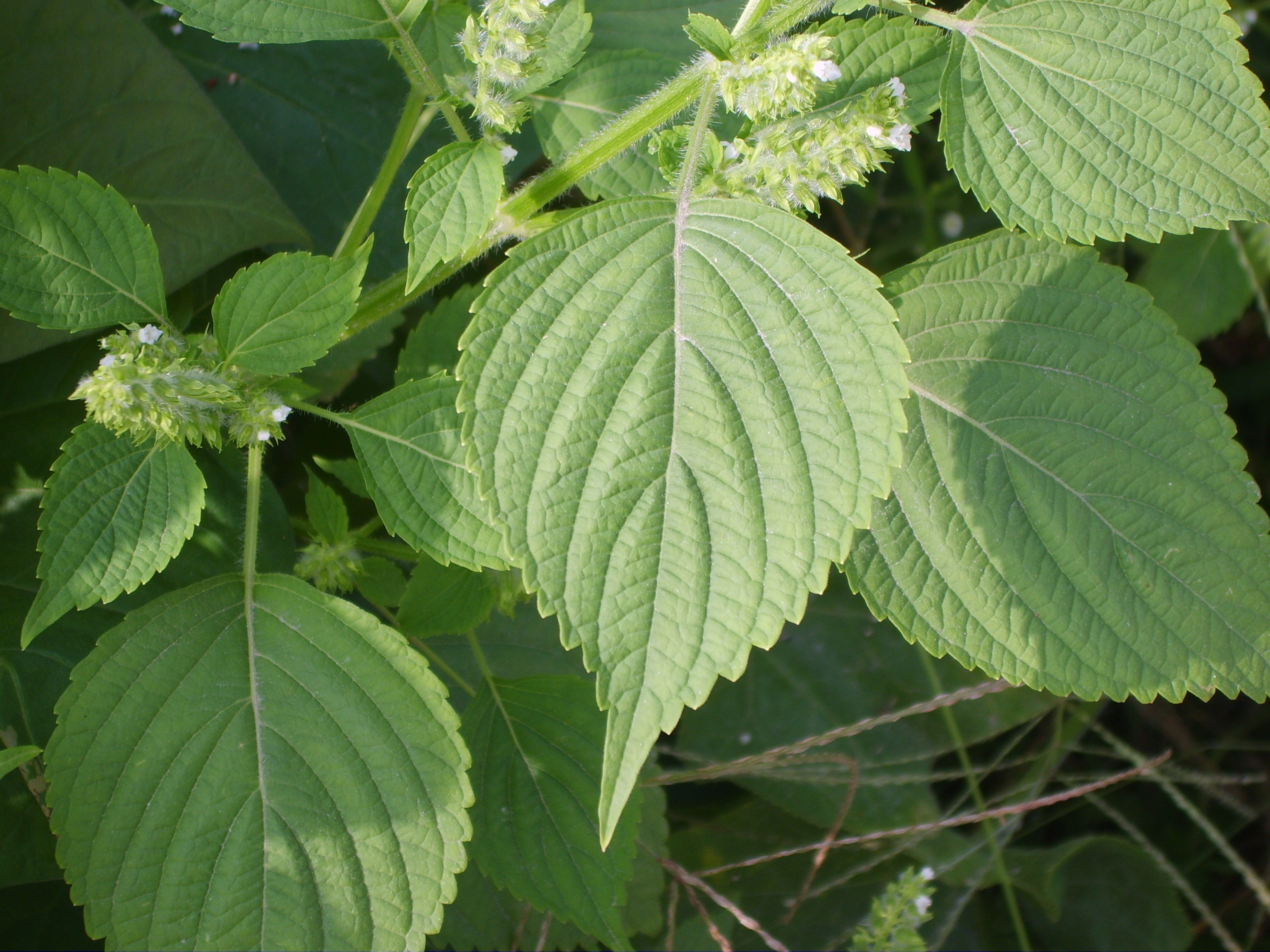
Perilla frutescens (L.) Britton
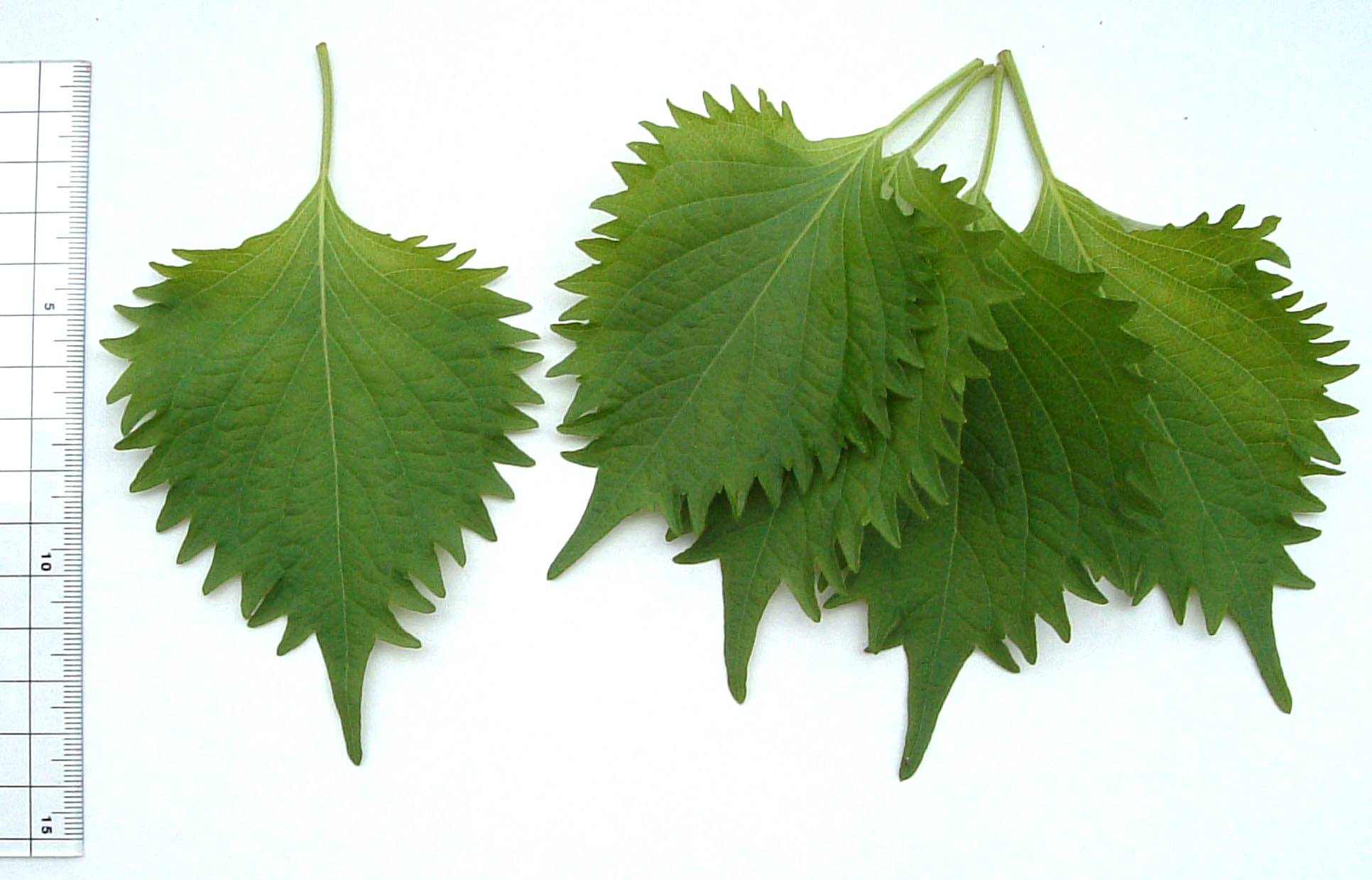
Perilla frutescens var. crispa (Thunb.) H.Deane